# 御祖神社
御祖神社（みおやじんじゃ）は、福岡県北九州市小倉北区にある神社で、旧社格は県社。足立山妙見宮の名で市民に親しまれている。

## 祭神
天之御中主神、高皇産霊神、神皇産霊神の造化三神を主神として祀る。
伊邪那岐命、伊耶那美命、ワダツミ、オオヤマヅミ、タカオカミ、クラオカミ、ミヅハノメ、スサノオ、オオクニヌシ、オオトシ、コトシロヌシ、スクナヒコナ、サルタヒコ、イワナガヒメ、神武天皇、大彦命、武渟川別命、吉備津彦命、丹波道主命、日本武尊、鐸石別命、和気清麻呂を祀る。

## 歴史
宝亀元年（770年）、和気清麻呂によって創始。清麻呂の4男磐梨妙運によって奉祭された。以来朝野の崇敬篤く、大内氏・細川氏・小笠原氏と歴代の領主から手厚い保護を受けた。明治以降神仏分離によって「御祖神社」と称するようになったが、戦後再び「妙見宮」を称するようになる。現在では健脚健康の神、桜の名所またはハイキングコースとして市民の憩いの場となっている。

## 境内

### 下宮
下宮には本殿のほかに神前結婚式や雅楽演奏会などを行うことができる神楽殿がある。
拝殿向かって右へ進むと薬師堂がある。桜の木が境内に植えられており、桜シーズンには梅が枝餅の出店などが並ぶ。

### 妙見宮登山道入口
正面階段を上って左へ進み、一般道の手前で右に曲がると登山道入口があり、すぐそばにはいのししの背中に乗った和気清麻呂公像が建立してある。

### 上宮
妙見山には上宮が鎮座している。足立山の登山道の途中に分岐があり、そこから向かうことができる。下宮からゆっくり上って90分ほどの位置である。入り口には鳥居があり参道を通ると拝殿がある